# Cardiandra
Cardiandra é um género botânico pertencente à família Hydrangeaceae.